# الرصيف (فلم)
الرصيف (بالفرنسية: La Jetée) (الرصيف هنا في إشارة إلى رصيف أحد المطارات) هو فيلم خيال علمي فرنسي قصير كتبه وأخرجه كريس ماركر، وهو مبني بالكامل تقريبًا على الصور الثابتة، ويروي قصة تجربة في السفر عبر الزمن في ما بعد الحرب العالمية الثالثة. الفيلم مدته 28 دقيقة وصُوِّر بالأبيض والأسود. فاز بجائرة پريكس چون ڤيجو للأفلام القصيرة.
استُوحِي فيلم الخيال العلمي الأمريكي 12 قردًا من الرصيف واقتبس عدة مفاهيم مباشرة منه.

## طاقم التمثيل
- چون نيجروني بدور الراوي
- إيلين شاتليان بدور المرأة
- داڤوس هانيك بدور الرجل
- چاك لدو بدور المختبِر
- ليجيا برانيس بدور امرأة من المستقبل
- چانين كلينا بدور امرأة من المستقبل
- ويليام كلاين بدور رجل من المستقبل

## وصلات خارجية
- الرصيف على موقع IMDb (الإنجليزية)
- الرصيف على موقع روتن توميتوز (الإنجليزية)
- الرصيف على موقع نتفليكس (الإنجليزية)
- الرصيف على موقع ألو سيني (الفرنسية)
- الرصيف على موقع Turner Classic Movies (الإنجليزية)
- الرصيف على موقع أول موفي (الإنجليزية)
- الرصيف على موقع فيلمافينيتي (الإسبانية)
- الرصيف على موقع قاعدة بيانات الأفلام السويدية (السويدية)
- الرصيف على موقع قاعدة بيانات الفيلم (الإنجليزية)
- الرصيف على موقع ليتربوكسد (الإنجليزية)
- La jetée at Criterion Collection
- La Jetée analysis of themes and storyline by Simon Sellars
- Platonic Themes in Chris Marker's La Jetée by Sander Lee at Senses of Cinema